# Criterio de Chebychev-Grübler-Kutzbach
El criterio de Chebychev-Grübler-Kutzbach determina el número de grados de libertad de una cadena cinemática, es decir, de un acoplamiento de cuerpos rígidos mediante restricciones mecánicas. Estos dispositivos también se denominan enlaces.
El criterio de Kutzbach también se denomina fórmula de movilidad porque calcula el número de parámetros que definen la configuración de un enlace a partir del número de enlaces y nudos y el grado de libertad en cada nudo.
Se han diseñado enlaces interesantes y útiles que violan la fórmula de movilidad mediante el uso de características y dimensiones geométricas especiales para proporcionar más movilidad que la predicha por esta fórmula. Estos dispositivos se denominan mecanismos sobrerrestringidos.

## Fórmula de movilidad
La fórmula de movilidad cuenta el número de parámetros que definen las posiciones de un conjunto de cuerpos rígidos y luego reduce este número por las restricciones que imponen las juntas que conectan estos cuerpos.
Imagina una gaviota esférica. Un solo cuerpo sin restricciones que vuela en el espacio tridimensional tiene 6 grados de libertad: 3 de traslación (digamos, x, y, z); y 3 rotacionales (por ejemplo, alabeo, cabeceo, guiñada).
Entonces, un sistema de {\displaystyle n} cuerpos rígidos desconectados que se mueven en el espacio (una bandada de {\displaystyle n} gaviotas volando) tiene {\displaystyle 6n} grados de libertad medidos en relación con un marco fijo (sistema de coordenadas). El marco fijo se puede elegir arbitrariamente (un observador en cualquier lugar de la playa). Y el encuadre puede ser incluso local o subjetivo: desde el punto de vista de una de las gaviotas, el mundo se mueve a su alrededor, mientras ella permanece fija. Entonces, este marco puede incluirse en el recuento de cuerpos (la bandada de gaviotas vista desde la gaviota elegida A, tal vez A está de pie en la playa, tal vez A está volando, pero mirando a la bandada desde el punto de vista local fijo de A), y, por tanto, la movilidad es independiente de la elección del enlace que formará el marco fijo. Entonces el grado de libertad de este sistema es {\displaystyle M=6(N-1),} dónde {\displaystyle N=n+1} es el número de cuerpos en movimiento más el cuerpo fijo.
Las articulaciones que conectan cuerpos en este sistema eliminan grados de libertad y reducen la movilidad. Específicamente, las bisagras y los deslizadores imponen cada uno cinco restricciones y, por lo tanto, eliminan cinco grados de libertad. Es conveniente definir el número de restricciones {\displaystyle c} que una articulación impone en términos de la libertad de la articulación {\displaystyle f,} donde {\displaystyle c=6-f.} En el caso de una bisagra o corredera, que son uniones de un grado de libertad, tienen {\displaystyle f=1} y en consecuencia {\displaystyle c=6-1=5.}
El resultado es que la movilidad de un sistema formado por {\displaystyle n} mover enlaces y {\displaystyle j} juntas cada una con libertad {\displaystyle f_{i}} por {\displaystyle i=1,...,j,} es dado por
{\displaystyle M=6n-\sum _{i=1}^{j}\ (6-f_{i})=6(N-1-j)+\sum _{i=1}^{j}\ f_{i}.}
Recordar que {\displaystyle N} incluye el enlace fijo.
Hay dos casos especiales importantes: (i) una cadena abierta simple y (ii) una cadena cerrada simple. Una cadena abierta simple consta de {\displaystyle n} enlaces en movimiento conectados de extremo a extremo por {\displaystyle j} juntas, con un extremo conectado a un enlace de tierra. Así, en este caso {\displaystyle N=j+1} y la movilidad de la cadena es
{\displaystyle M=\sum _{i=1}^{j}\ f_{i}}
Para una cadena cerrada simple, {\displaystyle n} Los enlaces móviles están conectados de extremo a extremo por {\displaystyle n+1} uniones de manera que los dos extremos estén conectados al enlace de tierra formando un bucle. En este caso, tenemos {\displaystyle N=j} y la movilidad de la cadena es
{\displaystyle M=\sum _{i=1}^{j}\ f_{i}-6}
Un ejemplo de una cadena abierta simple es un manipulador de robot en serie. Estos sistemas robóticos se construyen a partir de una serie de enlaces conectados por seis articulaciones prismáticas o giratorias de un grado de libertad, por lo que el sistema tiene seis grados de libertad.
Un ejemplo de una cadena cerrada simple es el enlace espacial de cuatro barras RSSR. La suma de las libertades de estos nudos es ocho, por lo que la movilidad del varillaje es dos, donde uno de los grados de libertad es el giro del acoplador alrededor de la línea que une los dos nudos en S.

### Movimiento plano y esférico
Es una práctica común diseñar el sistema de articulación de modo que el movimiento de todos los cuerpos esté restringido a descansar en planos paralelos, para formar lo que se conoce como articulación plana. También es posible construir el sistema de enlace para que todos los cuerpos se muevan sobre esferas concéntricas, formando un enlace esférico. En ambos casos, los grados de libertad de los eslabones en cada sistema ahora son tres en lugar de seis, y las restricciones impuestas por las juntas ahora son c = 3 −  f.
En este caso, la fórmula de movilidad viene dada por
{\displaystyle M=3(N-1-j)+\sum _{i=1}^{j}\ f_{i},}
y los casos especiales se convierten
- cadena abierta simple plana o esférica,

{\displaystyle M=\sum _{i=1}^{j}\ f_{i},}
- cadena cerrada simple plana o esférica,

{\displaystyle M=\sum _{i=1}^{j}\ f_{i}-3.}
Un ejemplo de una cadena plana simple cerrada es el eslabón plano de cuatro barras, que es un bucle de cuatro barras con cuatro uniones de un grado de libertad y, por lo tanto, tiene movilidad M = 1.